# Matti Markkanen
Matti Markkanen (14 maggio 1887 – 2 aprile 1942) è stato un ginnasta finlandese.

## Palmarès

### Olimpiadi
- Bronzo a Londra 1908 nel concorso a squadre.